# Bau

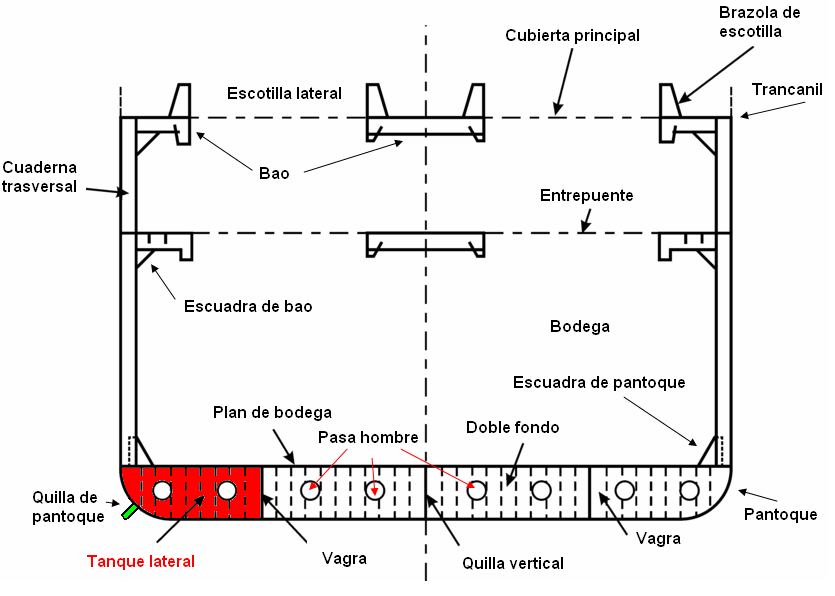
Tall de la secció mitjana d'un vaixell mercant.

Els baus, en terminologia nàutica, són les bigues superiors del costellam d'una embarcació disposades transversalment, sobre les quals està col·locada la coberta. Poden tenir diferents tipus de perfils depenent de l'esforç a què estiguin sotmesos. La funció dels baus és reforçar la borda del vaixell anant d'un bord a l'altre. És una part estructural que hom troba en tots els vaixells de construcció en fusta i acer.